# Platerodrilus wongi
Platerodrilus wongi är en skalbaggsart i släktet Platerodrilus och tillhör familjen rödvingebaggar. Arten beskrevs för första gången 2014 av Masek och Bocak. Det specifika artepitetet är ett patronym för att hedra Alvin T. C. Wong.

## Beskrivning
Hanarna är mycket mindre än honorna och larverna. Honorna och larverna har en gulbrun kropp och en nacksköld med ganska avrundade konturer. Kroppen är förhållandevis smal jämfört med flertalet andra arter i släktet Platerodrilus.
Hanarna har vingar, vilket honorna och larverna saknar. Täckvingarna är klart gula och benen svarta. Antennerna liksom komplexögonen har en olivgrön färg. Hanarna uppnår en längd på omkring 7.4 mm.

## Ekologi och levnadssätt
Honorna och larverna är marklevande insekter som troligtvis livnär sig dött organiskt material som växtsaft från multnande träd eller svamp. Alternativt är de jägare som fångar och äter långsamma och små bytesdjur som snäckor. Det är inte helt klarlagt vad skalbaggar i släktet Platerodrilus livnär sig på. Den mest sannolika teorin är att Platerodrilus wongi är en asätare på grund av käkarnas byggnad. Huvudet är väldigt litet i förhållande till kroppen och käkarna klent byggda. 
Honorna exponerar sin ventralsida och äggen för att locka till sig en partner. Troligtvis avger honan också feromoner för att hanen lättare ska hitta henne. De mycket mindre hanarna söker sig av naturliga skäl högre upp från marken för att undvika predation. Ägg som inte befruktas ger ingen avkomma och honorna dör efter parningen.
Larverna blir könsmogna innan de utvecklats till en imago. De är neoteniska och därför behåller honorna larvernas utseende även efter att de blivit vuxna. Platerodrilus wongi genomgår inget puppstadium och ingen fullständig metamorfos, vilket är ovanligt för skalbaggar. Istället genomgår insekten ofullständig metamorfos och växer genom att ömsa sitt exoskelett.

## Utbredning
Platerodrilus wongi förekommer naturligt i Indonesien, i norra Sumatra. Platerodrilus wongi är den enda arten som förekommer i Sumatra, övriga arter är främst förekommande i Borneo och Filippinerna.